# Illig-Wert
Der „Illig-Wert“ gilt als Maßstab für technische Sauberkeit in der gesamten Automobilindustrie (VDA 19.2). Er ermöglicht es, eine Vielzahl an möglichen Partikeln mit nur einer Maßzahl zu bewerten und das Risiko der Verschmutzung ausgehend vom Partikelniederschlag konkret zu bewerten und Gegenmaßnahmen zu definieren.
Die traditionelle Partikelmessung zur Analyse der partikulären Kontamination in der Umgebungsluft erfolgt unter der Verwendung von Partikelniederschlagsphotometern auch umgangssprachlich Partikelfallen genannt. Dabei werden Petrischalen einer festgelegten Größe über eine vordefinierte Zeit in einem bestimmten Bereich ausgelegt und anschließend die sedimentierten Partikel mikroskopisch gezählt und automatisch ausgewertet. Basierend darauf erfolgt die Berechnung des Illig-Wertes, welcher sowohl für die Sauberkeitskontrolle des jeweiligen Bereichs als auch für die Bewertung von Sauberkeitszuständen vergleichbarer Bauteile anwendbar ist. Zur sauberkeitsgerechten Analyse des Wertstroms können durch das Abgleichen der gemessenen Illig-Werte sauberkritische Zonen bzw. Materialströme identifiziert und miteinander verglichen werden. Der ZVEI zeigt dies exemplarisch an der Reinigung einer 7-poligen HV-Steckerleiste auf. Die Probenauswertung kann laut VDA 19.2 in gleicher Weise für spezielle Partikelgruppen, wie bspw. metallische Verschmutzungspartikel, erfolgen. Unter der Kenntnis der für die Zone bzw. Materialstrom kritischen Verschmutzungen können mithilfe des Illig-Wertes Aussagen über nachfolgende Verschmutzungen entlang des Wertstroms getroffen werden.
Der Illig-Wert geht auf den deutschen Ingenieur Hans Illig (* 11. April 1959 in Sippersfeld) aus Mannheim zurück.